# ژاکت آدا
ژاکت آدا (انگلیسی: Jacquette Ada؛ زادهٔ ۲۷ اوت ۱۹۹۱) بازیکن فوتبال اهل کامرون است.

وی همچنین در تیم ملی فوتبال زنان کامرون بازی کرده‌است.